# Nils Kihlberg
Nils Anders Kihlberg, född 4 juni 1915 i Stockholm, död 2 april 1965 i Arvidsjaur, var en svensk skådespelare och sångare.  

## Biografi
Kihlberg studerade vid Dramatens elevskola 1934–1937, efter studierna engagerades han vid Hippodromen i Malmö och på Oscarsteatern i Stockholm. Han engagerades flitigt som revyskådespelare. Han filmdebuterade 1938 och kom att medverka i drygt 40 filmer. Åren 1961–1963 var han engagerad vid Stockholms stadsteater.
Kihlberg avled efter en trafikolycka då den turnébuss han körde kolliderade med en militär lastbil. Olyckan inträffade vid Deppis nära Arvidsjaur den 1 april 1965. Turnébussen var på väg till bygdegården i Suddesjaur där skådespelarna skulle framföra sista föreställningen i Norrbotten av komedin Mary, Mary innan turnén åter skulle söderut.
Han är begravd på Norra begravningsplatsen i Stockholm. Kihlberg var från 1950 gift med skådespelaren Mimi Nelson (1918–1999).

## Filmografi (urval)
- 1939 – Cirkus
- 1939 – Folket på Högbogården
- 1940 – Beredskapspojkar
- 1940 – Alle man på post
- 1940 – Västkustens hjältar
- 1941 – Gatans serenad
- 1941 – Snapphanar
- 1942 – En trallande jänta
- 1942 – Sexlingar
- 1942 – Det är min musik
- 1943 – Örlogsmän
- 1944 – Fia Jansson från Söder
- 1945 – Bröderna Östermans huskors
- 1945 – Jagad
- 1946 – Medan porten var stängd
- 1950 – Frökens första barn
- 1951 – Livat på luckan
- 1953 – Kungen av Dalarna
- 1953 – Folket i fält
- 1954 – Två sköna juveler
- 1955 – Mord, lilla vän
- 1956 – Där möllorna gå...
- 1956 – Ett kungligt äventyr
- 1961 – Änglar, finns dom?
- 1963 – En söndag i september
- 1963 – Sällskapslek
- 1963 – Mordvapen till salu
- 1963 – Protest
- 1964 – Tre dar på luffen
- 1964 – Blåjackor

## Teater

### Roller (ej komplett)
| År   | Roll                           | Produktion                                                                    | Regi                         | Teater                   |
| ---- | ------------------------------ | ----------------------------------------------------------------------------- | ---------------------------- | ------------------------ |
| 1936 | Pudding                        | Fridas visor Birger Sjöberg                                                   | Rune Carlsten                | Dramaten                 |
| 1937 | Arthur                         | Ljuva ungdomstid (Ah , Wilderness) Eugene O'Neill                             | Rune Carlsten                | Dramaten                 |
| 1937 | En ung man                     | Eva gör sin barnplikt (Eva aftjener sin barnepligt) Kjeld Abell               | Rune Carlsten                | Dramaten                 |
| 1940 | Murat                          | Jag – Kungen Brita von Horn                                                   |                              | Dramatikerstudion        |
| 1940 | Lorden                         | Så tuktas en argbigga (The Taming of the Shrew) William Shakespeare           | Sandro Malmquist             | Oscarsteatern/ Turné     |
| 1941 | Medverkande                    | Revytidningen Taggen, revy Staffan Tjerneld                                   | Per-Axel Branner             | Nya Teatern              |
| 1942 | Medverkande                    | Revytidningen Nya Taggen, revy Staffan Tjerneld                               | Per-Axel Branner             | Nya Teatern              |
| 1943 | Kungen                         | Arabernas tält (The Tents of the Arabs) Edward Dunsany                        | Per-Axel Branner             | Nya Teatern              |
| 1943 | Pierre Vignal                  | Jag har rätt att älska (La femme en fleur) Denys Amiel                        | Per-Axel Branner             | Nya Teatern              |
| 1943 | Thorsten Hagen                 | Om ett folk vill leva (Hvis et folk vil leve) Axel Kielland                   | Per-Axel Branner             | Nya Teatern              |
| 1944 | Medverkande                    | Tredje taggen, revy Staffan Tjerneld                                          | Per-Axel Branner             | Nya Teatern              |
| 1946 | Roy Maxwell                    | Svart kamrat (Deep Are the Roots) Arnaud d'Usseau och James Gow               | Per-Axel Branner             | Nya Teatern              |
| 1946 | Poliskommissariens sekreterare | Jag vill kärleken (Eurydice) Jean Anouilh                                     | Per-Axel Branner             | Nya Teatern              |
| 1947 | Philip                         | Alltsedan paradiset (Ever since paradise) J.B. Priestley                      | Per-Axel Branner             | Nya Teatern              |
| 1947 | Vicomte de Valvert             | Cyrano de Bergerac Edmond Rostand                                             | Sandro Malmquist             | Oscarsteatern            |
| 1947 | Harry Beaton                   | Brigadoon Alan Jay Lerner och Frederick Loewe                                 | Per-Axel Branner             | Oscarsteatern            |
| 1948 | Paul                           | Alltsedan paradiset (Ever since paradise) J.B. Priestley                      | Per-Axel Branner             | Nya Teatern/ Riksteatern |
| 1948 |                                | Kiki Hans Myller                                                              |                              | Hippodromen              |
| 1948 | Frédéric                       | Romeo och Jeannette (Roméo et Jeannette) Jean Anouilh                         | Per-Axel Branner             | Nya Teatern              |
| 1948 | Morris Dxon                    | Fröjd för stunden (Present Laughter) Noël Coward                              | Per-Axel Branner             | Nya Teatern              |
| 1949 | Infödingen                     | Den lilla hyddan (La petite hutte) André Roussin                              | Per-Axel Branner             | Nya Teatern              |
| 1949 |                                | Fröjd för stunden (Present Laughter) Noël Coward                              | Ernst Eklund                 | Lisebergsteatern         |
| 1950 |                                | Jag älskar dig, markatta (Private Lives) Noël Coward                          | Ernst Eklund                 | Lisebergsteatern         |
| 1950 | Hawley                         | Rose Marie Rudolf Friml, Herbert Stothart, Otto Harbach och Oscar Hammerstein | Sven Aage Larsen             | Oscarsteatern            |
| 1951 | Oliver Stone                   | Blåjackor (Boys in Blue) Lajos Lajtai och Lauri Wylie                         | Sven Aage Larsen             | Oscarsteatern            |
| 1953 | Kapten Lesgate                 | Slå nollan till polisen (Dial M for Murder) Frederick Knott                   | Hasse Ekman                  | Intiman                  |
| 1959 |                                | Angeläget ärende (Errand for Bernice) Jacques Deval                           | Hans Strååt                  | Bygdeteatern             |
| 1959 |                                | Råttfällan (The Mousetrap) Agatha Christie                                    | Börje Mellvig Bengt Blomgren | Lisebergsteatern         |
| 1963 | Kastanjeträd II m. fl.         | Bara en barberare (Histoire de Vasco) Georges Schehadé                        | Lars-Levi Laestadius         | Stockholms stadsteater   |
| 1963 | Styfver m. fl.                 | Lax, lax, lerbak (ff) Alf Henrikson                                           | Carl Johan Ström             | Stockholms stadsteater   |
| 1964 | Ricard                         | Harskramlan (Rattle of a Simple Man) Charles Dyer                             | Hasse Ekman                  | Lisebergsteatern         |

## Radioteater

### Roller
| År   | Roll                         | Produktion                                        | Regi        |
| ---- | ---------------------------- | ------------------------------------------------- | ----------- |
| 1946 | Medverkande                  | Bortom alla väggar, kabaret Gustaf Carlström      | Johan Falck |
| 1951 | Kompositören Svante Carlberg | Hillman & Son: Mord på löpande band Folke Mellvig | Lars Madsén |
| 1953 | Frid                         | Hillmans bästa: Naturlig död? Folke Mellvig       | Lars Madsén |
| 1952 | Olsson, förstoringsagent     | Änkeman Jarl Vilhelm Moberg                       | Lars Madsén |